# Осташево-Велике
Осташево-Велике (пол. Ostaszewo Wielkie) — село в Польщі, у гміні Ґзи Пултуського повіту Мазовецького воєводства.
Населення — 48 осіб (2011).

## Демографія
Демографічна структура станом на 31 березня 2011 року:
|          | Загалом | Допрацездатний вік | Працездатний вік | Постпрацездатний вік |
| -------- | ------- | ------------------ | ---------------- | -------------------- |
| Чоловіки | 19      | 4                  | 13               | 2                    |
| Жінки    | 29      | 5                  | 14               | 10                   |
| Разом    | 48      | 9                  | 27               | 12                   |